# Enterosora campbellii
Enterosora campbellii är en stensöteväxtart. Enterosora campbellii ingår i släktet Enterosora och familjen Polypodiaceae.

## Underarter
Arten delas in i följande underarter:
- E. c. campbellii
- E. c. spongiosa